# Helga Liné
Pour l’article homonyme, voir Liné.
Helga Liné  est une actrice allemande née le 14 juillet 1932 à Berlin.

## Biographie
D'une famille juive allemande, jeune, la famille fuit le nazisme et part s'installer au Portugal. C'est là qu'à l'âge de 9 ans Helga Liné apparaît dans un premier film, Porto de Abrigo. 
En 1960, elle s'installe à Madrid, et alterne films d'horreur (Les Amants d'outre-tombe de Mario Caiano en 1965, Terreur dans le Shanghaï express d'Eugenio Martín en 1972, etc.) et westerns spaghetti (par exemple China 9, Liberty 37 de Monte Hellman en 1978). Sa beauté sophistiquée la cantonne la plupart du temps à des rôles sensuels et énigmatiques.
Elle joue pour Pedro Almodóvar en 1982 dans Le Labyrinthe des passions et en 1987 dans La Loi du désir.

## Filmographie
- 1963 : Les Sept Invincibles (Gli invincibili sette) d'Alberto De Martino - Lydia
- 1963 : Le Manoir de la terreur (Horror) d'Alberto de Martino - Eleonore
- 1964 : Le Désir (Donde tú estés) de Germán Lorente - Nicole
- 1964 : Le Triomphe des dix mercenaires (Il trionfo dei dieci gladiatori) de Nick Nostro : Moluya
- 1965 : Les Amants d'outre-tombe (Amanti d'oltretomba) de Mario Caiano - Solange
- 1965 : Opération Lotus bleu (Agente 077 missione Bloody Mary) de  Sergio Grieco / Terence Hathaway :  Elsa Freeman
- 1965 : Un mercenaire reste à tuer (All'ombra di una colt) de Giovanni Grimaldi : Fabienne
- 1966 : Kriminal d'Umberto Lenzi : Inge et Trude
- 1966 : Message chiffré (Cifrato speciale) de Pino Mercanti - Luana
- 1966 : L'agent Gordon se déchaîne (Password : Uccidete agente Gordon) de Terence Hathaway - Karin
- 1967 : Le Retour de Kriminal (Il marchio di Kriminal) de Fernando Cerchio : Mara Gitan
- 1967 : Caccia ai violenti, de Nino Scolaro : Deborah
- 1969 : Si douces, si perverses (Così dolce... così perversa) d'Umberto Lenzi - Helene Valmont
- 1970 : Bonnes funérailles, amis, Sartana paiera (Buon funerale amigos!... paga Sartana) de Giuliano Carnimeo - Mary
- 1971 : La Grande Chevauchée de Robin des Bois (L'arciere di fuoco) de Giorgio Ferroni - Matilde
- 1972 : Folie meurtrière (Mio caro assassino) de Tonino Valerii - Mrs. Paradisi
- 1972 : Alta tensión de Julio Buchs - Choni
- 1972 : Terreur dans le Shanghaï express (Pánico en el Transiberiano) d'Eugenio Martín - Natasha
- 1973 : El espanto surge de la tumba de Carlos Aured - Mabille de Lancré
- 1973 : Fuori uno sotto un altro, arriva il Passatore de Giuliano Carnimeo
- 1973 : Les Amazones (Le guerriere dal seno nudo) de Terence Young
- 1974 : Las garras de Lorelei (it) d'Amando de Ossorio - Lorelei
- 1974 : La Chasse sanglante (Los cazadores) de Peter Collinson - Sue
- 1974 : La Mort lente (La moglie giovane) de Giovanni D'Eramo - Yvonne
- 1978 : China 9, Liberty 37 (Amore, piombo e furore) de Monte Hellman - la femme de Cottrell
- 1978 : Énigme rouge (Enigma rosso) d'Alberto Negrin - Mme Russo
- 1980 : Estigma de José Ramón Larraz - la mère de Sebastián
- 1981 : Le Bel Été (Verano azul), série télévisée d'Antonio Mercero - Luisa
- 1982 : Los ritos sexuales del diablo de José Ramón Larraz - Fiona
- 1983 : La Vénus noire (Black Venus) de Claude Mulot - Madame Jean
- 1982 : Le Labyrinthe des passions (Laberinto de pasiones) de Pedro Almodóvar - Toraya
- 1987 : La Loi du désir (La ley del deseo) de Pedro Almodóvar - la mère d'Antonio